# La Alborada
La Alborada är en ort i Mexiko.   Den ligger i kommunen Tampico Alto och delstaten Veracruz, i den östra delen av landet, 300 km norr om huvudstaden Mexico City. La Alborada ligger 6 meter över havet och antalet invånare är 127.
Terrängen runt La Alborada är platt. Havet är nära La Alborada åt nordost.  Närmaste större samhälle är Anahuac, 17,1 km nordväst om La Alborada. Omgivningarna runt La Alborada är en mosaik av jordbruksmark och naturlig växtlighet.